# Bibiane Schoofsová
Bibiane Schoofsová (* 13. května 1988 Rhenen) je nizozemská profesionální tenistka. Ve své dosavadní kariéře na okruhu WTA Tour vyhrála tři turnaje ve čtyřhře. V sérii WTA 125 vybojovala dvě deblové trofej. V rámci okruhu ITF získala do listopadu 2018 osm titulů ve dvouhře a dvacet tři ve čtyřhře.
Na žebříčku WTA byla ve dvouhře nejvýše klasifikována v červnu 2012 na 142. místě a ve čtyřhře pak v listopadu 2023 na 77. místě. Trénuje ji Rudi Vesser. Připravuje se v tenisové akademii Pro-M v Utrechtu.
V nizozemském fedcupovém týmu debutovala v roce 2012 základním blokem 1. skupiny zóny Evropy a Afriky proti Izraeli, v němž vyhrála dvouhru s Julií Gluškovou a po boku Krajicekové prohrála čtyřhru. Nizozemky prohrály 1:2 na zápasy. Do dubna 2024 v soutěži nastoupila k třinácti mezistátním utkáním s bilancí 2–5 ve dvouhře a 4–5 ve čtyřhře.

## Soukromý život
V žákovské věkové kategorii reprezentovala zemi také v národním týmu juda. Vdala se 7. července 2014 a přijala manželovo příjmení Weijersová. Na podzim roku 2016 se vrátila k rodnému příjmení a prosincové mistrovství Nizozemska 2016 již opět vyhrála pod jménem Bibiane Schoofsová.

## Tenisová kariéra
V rámci hlavních soutěží událostí okruhu ITF debutovala v červnu 2003, když na turnaj v Alkmaaru s dotací 10 tisíc dolarů obdržela divokou kartu. V úvodním kole podlehla krajance Michelle Gerardsové. Premiérový singlový titul v této úrovni tenisu vybojovala v srpnu 2010 na enschedeském turnaji s rozpočtem deset tisíc dolarů. Ve finále hladce přehrála Němku Nicolu Geuerovou.
V singlu okruhu WTA Tour debutovala na říjnovém BGL Luxembourg Open 2011. V tříkolové kvalifikaci zůstaly na její raketě Alison Van Uytvancková, Kiki Bertensová a Julia Putincevová. V hlavní soutěži pak vyřadila světovou dvacet devítku Angelique Kerberovou a ve druhé fázi 62. hráčku žebříčku Rebeccu Marinovou z Kanady. Ve čtvrtfinále její cestu pavoukem ukončila britská kvalifikantka Anne Keothavongová.
Premiérové finále na okruhu WTA Tour odehrála v první lednový týden v ženské čtyřhře ASB Classic 2018 v Aucklandu, kde startovala s bývalou deblovou světovou jedničkou Sarou Erraniovou. V semifinále vyřadily turnajové dvojky Nao Hibinovou s Darijou Jurakovou a v bitvě o titul zdolaly japonské turnajové jedničky Eri Hozumiovou s Miju Katovou po dvousetovém průběhu.
Debut v kvalifikační soutěži grandslamové kategorie přišel na Australian Open 2012, kde v úvodní třísetové bitvě přehrála Kazašku Jaroslavu Švedovovou až poměrem gamů 11–9 a poté vypadla s ruskou teenagerkou Irinou Chromačovovou.

## Finále na okruhu WTA Tour

### Čtyřhra: 6 (3–3)
| Legenda                                      |
| -------------------------------------------- |
| Grand Slam (0)                               |
| Turnaj mistryň (0)                           |
| Premier Mandatory & Premier 5 / WTA 1000 (0) |
| Premier / WTA 500 (0)                        |
| International / WTA 250 (3–3)                |

| Stav       | č. | datum       | turnaj                       | povrch    | spoluhráčka        | soupeřky ve finále                     | výsledek      |
| ---------- | -- | ----------- | ---------------------------- | --------- | ------------------ | -------------------------------------- | ------------- |
| Vítězka    | 1. | leden 2018  | Auckland, Nový Zéland        | tvrdý     | Sara Erraniová     | Eri Hozumiová Miju Katová              | 7–5, 6–1      |
| Finalistka | 1. | červen 2019 | 's-Hertogenbosch, Nizozemsko | tráva     | Lesley Kerkhoveová | Šúko Aojamová Aleksandra Krunićová     | 5–7, 3–6      |
| Finalistka | 2. | březen 2020 | Lyon, Francie                | tvrdý (h) | Lesley Kerkhoveová | Laura Ioana Paarová Julia Wachaczyková | 5–7, 4–6      |
| Vítězka    | 2. | únor 2023   | Lyon, Francie                | tvrdý (h) | Cristina Bucșová   | Olga Danilovićová Alexandra Panovová   | 7–6(7–5), 6–3 |
| Finalistka | 3. | březen 2024 | Austin, Spojené státy        | tvrdý     | Katarzyna Kawaová  | Olivia Gadecká Olivia Nichollsová      | 2–6, 4–6      |
| Vítězka    | 3. | červen 2024 | 's-Hertogenbosch, Nizozemsko | tráva     | Ingrid Neelová     | Tereza Mihalíková Olivia Nichollsová   | 7-6(8-6), 6-3 |

## Finále série WTA 125

### Čtyřhra: 2 (1–1)
| Legenda       |
| ------------- |
| WTA 125 (2–1) |

| Stav       | č. | datum              | turnaj              | povrch | spoluhráčka           | soupeřky ve finále                          | výsledek           |
| ---------- | -- | ------------------ | ------------------- | ------ | --------------------- | ------------------------------------------- | ------------------ |
| Vítězka    | 1. | 26. listopadu 2017 | Bombaj, Indie       | tvrdý  | Victoria Rodriguezová | Irina Chromačovová Dalila Jakupovićová      | 7–5, 3–6, [10–7]   |
| Finalistka | 1. | 4. listopadu 2018  | Bombaj, Indie       | tvrdý  | Barbora Štefková      | Natela Dzalamidzeová Veronika Kuděrmetovová | 4–6, 6–7(4–7)      |
| Vítězka    | 2. | květen 2023        | Saint-Malo, Francie | antuka | Greet Minnenová       | Ulrikke Eikeriová Eri Hozumiová             | 7–6(9–7), 7–6(7–3) |

## Finále na okruhu ITF
| Dotace turnajů okruhu ITF | Dotace turnajů okruhu ITF |
| ------------------------- | ------------------------- |
| 100 000 $ tournaments     | 80 000 $ tournaments      |
| 75 000 $ tournaments      | 60 000 $ tournaments      |
| 50 000 $ tournaments      | 25 000 $ tournaments      |
| 15 000 $ tournaments      | 10 000 $ tournaments      |

### Dvouhra: 18 (8–11)
| Stav       | č.  | datum             | turnaj                        | povrch      | soupeřka ve finále    | výsledek           |
| ---------- | --- | ----------------- | ----------------------------- | ----------- | --------------------- | ------------------ |
| Finalistka | 1.  | 30. března 2008   | Káhira, Egypt                 | antuka      | Katarzyna Piterová    | 1–6, 3–6           |
| Finalistka | 2.  | 11. května 2008   | Edinburgh, Spojené království | antuka      | Marcella Koeková      | 1–6, 6–4, 3–6      |
| Vítězka    | 1.  | 29. srpna 2010    | Enschede, Nizozemsko          | antuka      | Nicola Geuerová       | 6–1, 6–2           |
| Vítězka    | 2.  | 13. března 2011   | Antalya, Turecko              | antuka      | Daniëlle Harmsenová   | 6–0, 4–6, 6–3      |
| Vítězka    | 3.  | 19. června 2011   | Montpellier, Francie          | antuka      | Leticia Costasová     | 6–4, 6–4           |
| Vítězka    | 4.  | 3. července 2011  | Middelburg, Nizozemsko        | antuka      | Lesley Kerkhoveová    | 7–6(7–4), 6–1      |
| Finalistka | 3.  | 17. července 2011 | Zwevegem, Belgie              | antuka      | Mihaela Buzărnescuová | 6–3, 2–6, 4–6      |
| Finalistka | 4.  | 28. srpna 2011    | Praha, Česko                  | antuka      | Jana Čepelová         | 6–7(6–8), 4–6      |
| Finalistka | 5.  | 12. srpna 2012    | Koksijde, Belgie              | antuka      | Annika Becková        | 1–6, 1–6           |
| Finalistka | 6.  | 30. března 2014   | Antalya, Turecko              | tvrdý       | Denisa Alertová       | 4–6, 3–6           |
| Vítězka    | 5.  | 20. dubna 2014    | Antalya, Turecko              | tvrdý       | Sandra Honigová       | 6–0, 6–3           |
| Vítězka    | 6.  | 12. července 2015 | Amstelveen, Nizozemsko        | antuka      | Karen Barbatová       | 6–4, 3–6, 6–1      |
| Vítězka    | 7.  | 10. července 2016 | Amstelveen, Nizozemsko        | antuka      | Arianne Hartonová     | 6–7(4–7), 6–4, 6–3 |
| Finalistka | 7.  | 5. února 2017     | Glasgow, Spojené království   | tvrdý (h)   | Petra Krejsová        | 6–2, 5–7, 4–6      |
| Vítězka    | 8.  | 19. února 2017    | Altenkirchen, Německo         | koberec (h) | Quirine Lemoineová    | 7–5, 7–5           |
| Finalistka | 8.  | 13. srpna 2017    | Koksijde, Belgie              | antuka      | Isabelle Wallaceová   | 4–6, 6–4, 6–3      |
| Finalistka | 9.  | 1. října 2017     | Clermont-Ferrand, Francie     | tvrdý (h)   | Věra Lapková          | 4–6, 4–6           |
| Finalistka | 10. | 28. října 2017    | Saguenay, Kanada              | tvrdý (h)   | Gréta Arnová          | 1–6, 2–6           |
| Finalistka | 11. | březen 2020       | Altenkirchen, Německo         | koberec (h) | Eva Lysová            | 2–6, 4–6           |

### Čtyřhra (23 titulů)
| č.  | datum             | turnaj                               | povrch     | spoluhráčka                  | soupeřky ve finále                           | výsledek               |
| --- | ----------------- | ------------------------------------ | ---------- | ---------------------------- | -------------------------------------------- | ---------------------- |
| 1.  | 10. října 2005    | Tucumán, Argentina                   | antuka     | Agustina Leporeová           | Lucía Jara Lozanová Denise Kirbijikianová    | 6–1, 7–5               |
| 2.  | 2. května 2006    | Bournemouth, Spojené království      | antuka     | Marrit Boonstrová            | Maja Gaverovová Anastasija Poltoracká        | 6–4, 1–6, 6–4          |
| 3.  | 17. září 2007     | Limoges, Francie                     | tvrdý (h)  | Stella Mennová               | Adeline Goncalvesová Gracia Radovanovicová   | 6–4, 6–1               |
| 4.  | 3. prosince 2007  | Havana, Kuba                         | tvrdý      | Monika Krauzeová             | Yamile Fors Guerrová Yanet Núñez Mojarenová  | 6–4, 6–4               |
| 5.  | 11. srpna 2008    | Versmold, Německo                    | antuka     | Samantha Schoeffelová        | Nicola Geuerová Laura Haberkornová           | 4–6, 7–6(7–5), [10–5]  |
| 6.  | 3. listopadu 2008 | Le Havre, Francie                    | antuka (h) | Samantha Schoeffelová        | Ana Bezjaková Neda Kozićová                  | 6–3, 6–1               |
| 7.  | 6. září 2010      | Alphen a/d Rijn, Nizozemsko          | antuka     | Daniëlle Harmsenová          | Xenija Lykinová Irena Pavlovicová            | 6–3, 6–2               |
| 8.  | 7. března 2011    | Antalya, Turecko                     | antuka     | Daniëlle Harmsenová          | Jevgenija Paškovová Maria Žarkovová          | 6–3, 7–5               |
| 9.  | 24. září 2012     | Clermont-Ferrand, Francie            | tvrdý (h)  | Diāna Marcinkēvičová         | Samantha Murrayová Jade Windleyová           | 6–3, 6–0               |
| 10. | 8. července 2017  | Middelburg, Nizozemsko               | antuka     | Valentini Grammatikopoulou   | Naiktha Bainsová Dasha Ivanovová             | 6–7(8–10), 7–5, [10–5] |
| 11. | 29. července 2017 | Horb, Německo                        | antuka     | Lesley Kerkhoveová           | Ágnes Buktová Isabella Šinikovová            | 7–5, 6–3               |
| 12. | 13. srpna 2017    | Koksijde, Belgie                     | antuka     | Ankita Rainová               | Marie Benoîtová Magali Kempenová             | 3–6, 6–3, [11–9]       |
| 13. | 27. ledna 2018    | Andrézieux-Bouthéon, Francie         | tvrdý (h)  | Ysaline Bonaventureová       | Camilla Rosatellová Kimberley Zimmermannová  | 4–6, 7–5, [10–7]       |
| 14. | 11. února 2018    | Loughborough, Spojené království     | tvrdý (h)  | Michaëlla Krajiceková        | Tara Mooreová Conny Perrinová                | 6–7(5–7), 6–1, [10–6]  |
| 15. | 14. dubna 2018    | Pula, Itálie                         | antuka     | Chantal Škamlová             | Chiara Schollová Jelena Simićová             | 6–2, 3–6, [10–7]       |
| 16. | 20. října 2018    | Joue-Les-Tours, Francie              | tvrdý (h)  | Magdalena Fręchová           | Miriam Kolodziejová Jesika Malečková         | 5–7, 6–2, [10–3]       |
| 17. | březen 2019       | Mâcon, Francie                       | tvrdý (h)  | Lesley Kerkhoveová           | Claudia Giovineová Angelica Moratelliová     | 6–2, 6–4               |
| 18. | únor 2020         | Nonthaburi, Thajsko                  | tvrdý      | Ankita Rainová               | Supapič Kuearumová Manančaja Savangkaevajová | 6–4, 6–2               |
| 19. | únor 2020         | Nonthaburi, Thajsko                  | tvrdý      | Ankita Rainová               | Mijabi Inoueová Kchang Ťia-čchi              | 6–2, 3–6, [10–7]       |
| 20. | únor 2021         | Potchefstroom, Jihoafrická republika | tvrdý      | Lesley Pattinama Kerkhoveová | Naomi Broadyová Eden Silvaová                | 4–6, 6–3, [10–6]       |
| 21. | říjen 2021        | Istanbul, Turecko                    | tvrdý (h)  | Jasmijn Gimbrèreová          | Maja Chwalińská Miriam Kolodziejová          | 6–2, 6–4               |
| 22. | září 2023         | Tokio, Japonsko                      | tvrdý      | Jessika Ponchetová           | Alicia Barnettová Olivia Nichollsová         | 4–6, 6–1, [10–7]       |
| 23. | říjen 2023        | Poitiers, Francie                    | tvrdý (h)  | Jessika Ponchetová           | Jekatěrina Maklakovová Jelena Pridankinová   | 7–5, 6–4               |